# Lionel Guérin
Lionel Guérin é um CEO e político francês. Ele é graduado pela École nationale supérieure de mécanique et d'aérotechnique e pela École nationale de l'aviation civile e presidente fundador da companhia aérea regional Airlinair, presidente da Transavia France e da Fédération nationale de l'aviation marchande.
Em setembro de 2011, quase se tornou presidente da Air France. Lionel Guerin é um ativista ambiental.
Ele gosta de papagaios. Ele também gosta de apoiar a aviação sustentável.
Guérin recebeu o prêmio Legião de Honra.